# Anthony Richard Birley
Anthony Richard Birley (Chesterholm, 8 ottobre 1937 – 19 dicembre 2020) è stato uno storico britannico.

## Biografia
Era figlio dell'archeologo Eric Birley, che acquistò la casa vicino a Vindolanda dove Anthony e suo fratello Robin iniziarono gli scavi del sito. Entrambi parteciparono a molti degli scavi eseguitivi, e Robin ne fu anche direttore.
Compì gli studi al Clifton College di Bristol dal 1950 al 1955, e al Magdalen College di Oxford dal 1956 al 1963 (Classics, Litt. Humaniores): BA, 1st cl. Hons., 1960. Fu professore di storia antica all'Università di Manchester (1974–1990) e all'Università di Düsseldorf (1990–2002): fu poi professore onorario nel dipartimento di Studi Classici e Storia Antica dell'Università di Durham e nel 2002 visiting professor all'Università di Newcastle.
Dedicò i suoi studi alla storia romana, e in particolare alla Britannia e agli imperatori del II e III secolo.

## Opere
- Marcus Aurelius, Londra, Eyre & Spottiswoode, 1966
- Imperial Rome con disegni di Alan Sorrell, Londra, Lutterworth Press, 1970
- Septimius Severus: The African Emperor, Londra, Eyre & Spottiswoode, 1971
- Life in Roman Britain, Londra, Batsford, 1964, 19814
- The People of Roman Britain, Londra, Batsford, 1979
- The Fasti of Roman Britain, Oxford, Clarendon, 1981
- Magnus Maximus and the persecution of heresy, Manchester, John Rylands University Library of Manchester, 1983
- Marcus Aurelius: A Biography, Londra, Batsford, 1987 (traduzione italiana: Marco Aurelio, Milano, Rusconi, 1990)
- The African emperor : Septimius Severus, Londra, Batsford, 1988
- Hadrian: The Restless Emperor, Londra, Routledge, 1997
- Garrison Life at Vindolanda: A Band of Brothers, Stroud, Tempus, 2002
- The Roman Government of Britain, Oxford, Oxford University Press, 2005